# Critter
Critter ist ein nichtkommerzielles Computer-Schachprogramm, das zu den spielstärksten der Welt gehört.
Es wird von dem slowakischen Softwareentwickler Richard Vida (* 1977) programmiert. Ursprünglich war es in Object Pascal (Delphi) geschrieben. Da sich diese Sprache als wenig geeignet für ein Schachprogramm erwies, wird es seit 2009 in C++ entwickelt. Critter verwendet Bitboards und Standardtechniken wie Alpha-Beta-Suche, Pruning und Null-Zug-Suche. Nach eigener Aussage hat Vida den Code des Open-Source-Programms IPPOLIT untersucht und einige erfolgversprechende Ideen daraus übernommen. Ab Version 0.60 (April 2010) werden Mehrprozessorsysteme mit bis zu 8 Threads, ab Version 0.70 (Mai 2010) auch Gaviota-Tablebases unterstützt. Critter verfügt nicht über ein eigenes Schach-Frontend und nutzt das UCI-Protokoll. Es gibt Versionen für Microsoft Windows, Mac OS X, Linux und Android. In Computerschach-Ranglisten liegt Critter in den Top 50. Beim Turnier ICT12 der holländischen Computerschachorganisation CSVN belegte Critter den 2. Platz hinter einer Cluster-Version von Rybka.